# Ставровский, Константин Николаевич
Константин Николаевич Ставровский (1846 — после 1918) — русский военный деятель, член Военного совета, генерал от кавалерии.

## Биография
Родился 3 (15) мая 1846 года. Происходил из дворян Екатеринославской губернии.
Окончил Петровский Полтавский кадетский корпус (1863); на службе с 25 августа 1863 года. В 1865 году окончил Михайловское артиллерийское училище; выпущен подпоручиком 7 августа 1865 года во 2-ю резервную конно-артиллерийскую бригаду; 29 марта 1867 года был произведён в поручики, 05 декабря 1870 — в штабс-капитаны. В 1872 году по 1-му разряду окончил Николаевскую академию Генерального штаба; 16 апреля 1872 года был произведён в капитаны по Генеральному штабу.
С 25 июля 1873 года был старшим адъютантом штаба 2-й кавалерийской дивизии.
С 15 октября 1876 года — штаб-офицер для поручений при штабе войск Гвардии и Санкт-Петербургского военного округа; 21 марта 1877 года произведён в подполковники.
За отличие в русско-турецкой войне 1877—1878 годов был награждён орденом Св. Станислава 2-й степени c мечами, чином полковника (03.01.1878) и затем — орденами Св. Георгия 4-й степени и Св. Владимира 4-й степени с мечами и бантом.
С 14 октября 1880 года был назначен начальником штаба 1-й гвардейской кавалерийской дивизии; с 6 июля 1888 — командир 7-го Драгунского Новороссийского полка; 27 мая 1891 года произведён в генерал-майоры с назначением начальником штаба Ковенской крепости, с 10 июля 1891 — начальник штаба VII армейского корпуса; с 8 июня 1892 — начальник штаба 4-го армейского корпуса.
Долгое время служил в Корпусе пограничной стражи: с 20 ноября 1893 года был начальником штаба. С 10 мая 1899 по 4 мая 1906 — военный губернатор Уральской области, командующий в ней войсками и наказный атаман Уральского казачьего войска.
С 4 мая 1904 года — член Военного совета; 6 декабря 1907 года был произведён в генералы от кавалерии.
В июле 1914 года, находясь в Германии, после объявления войны был интернирован германскими властями. Вернулся в Россию вероятно в начале 1915 года (22 марта 1915 года был уже в России); оставался членом Военного совета до 1917 года. Уволен в отпуск 22 сентября 1917 (с 08 сентября); от службы был уволен 21 марта 1918 года в связи с упразднением Военного совета. По некоторым известиям был расстрелян в декабре 1920 года в Крыму.

## Награды
- Орден Святого Станислава 3-й степени (1875),
- Орден Святого Станислава 2-й степени c мечами (1877),
- Орден Святого Георгия 4-й степени (В воздаяние за отличие, оказанное во время войны с Турками, в 1877 году, при исполнении порученных работ по переходу Балканских гор со стороны Араб-Конака и за успешную рекогносцировку с кавалерийским разъездом — 27.02.1878),
- Орден Святого Владимира 4-й степени c мечами и бантом (1878),
- Орден Святой Анны 2-й степени (1881),
- Орден Святого Владимира 3-й степени(1883),
- Орден Святого Станислава 1-й степени (1894),
- Орден Святой Анны 1-й степени (1896),
- Орден Святого Владимира 2-й степени (1903),
- Орден Белого орла (1905),
- Орден Святого Александра Невского (6.12.1910).

Иностранные награды: прусский Орден Красного орла 2-й степени (1888).

## Семья
Был женат на Марии Фёдоровне Центилович (Центелович). Их дети:
- Ольга (23.11.1884[2]—?)
- Анна (?—?), замужем с 1909 года за Сергеем Николаевичем Байдаком, сыном (?) Н. Д. Байдака.